# Parc national de l'Ogooué-Leketi
Le parc national de l'Ogooué-Leketi est le cinquième parc de la république du Congo. Il a été créé par décret présidentiel, et couvre une superficie de 350 000 ha dans les départements de la  Lékoumou et  des  Plateaux. 

## Création
Le parc national de l'Ogooué-Leketi (PNOL) a été créé officiellement le 9 novembre 2018, à Sibiti, en présence de Rosalie Matondo, la ministre congolaise de l'Économie forestière, Todd Haskell, ambassadeur des États-Unis au Congo, Paul Sabatine, le directeur de la mission USAID/DRC Paul Sabatine, le directeur du programme congolais du WCS (Wildlife Conservation Society), ainsi que des autorités locales.
La nouvelle aire protégée forme avec le parc national des plateaux Batéké transfrontalier du Gabon, un ensemble d'un demi million d'hectares.

## Géographie et flore
Le PNOL se trouve dans un paysage grandiose, dominé par de vastes savanes à l'est, avec des rubans verts de forêt-galerie reliant jusqu'à un plus grand bloc de forêt pluviale au nord et à l'ouest. Dans cette forêt, se trouve une constellation de zones marécageuses, riches en minéraux qui offrent des possibilités uniques d'observer la faune sauvage. Il contient le cours supérieur de la rivière Ogooué, la principale rivière du Gabon et la rivière Leketi, qui alimente l'Alima et finalement le fleuve Congo.

## Faune
Le parc abrite des espèces forestières de gorilles, de chimpanzés, d'éléphants, de buffles, de potamochères roux, plusieurs espèces de singes, y compris les mandrills, et d'autres espèces menacées comme le céphalophe de Grimm (ou Bush), le chacal rayé, trois espèces d'outardes, le traquet-fourmilier du Congo, l'hirondelle de Brazza, et une probable nouvelle espèce de Cisticola.